# لوك راسيل
لوك راسيل (بالإنجليزية: Luke Russell)‏ هو لاعب كرة قدم أسترالية أسترالي، ولد في 24 يناير 1992 في بورني ‏ في أستراليا.

## وصلات خارجية
- لوك راسيل على موقع AustralianFootball.com (الإنجليزية)
- لوك راسيل على موقع AFLtables.com (الإنجليزية)